# Kościół św. Saturnina w Rzymie
Kościół św. Saturnina w Rzymie (wł. Chiesa di San Saturnino) – rzymskokatolicki kościół tytularny w Rzymie.
Świątynia ta jest kościołem parafialnym oraz kościołem tytularnym.

## Lokalizacja
Kościół znajduje się w XVII dzielnicy Rzymu – Trieste (Q XVII) przy Via Avigliana 3. Główne wejście znajduje się na Piazza San Saturnino.

## Patron
Patronem świątyni jest św. Saturnin – męczennik za wiarę chrześcijańską z III lub IV wieku.

## Historia
Decyzję o powstaniu kościoła św. Saturnina wydał papież Pius XI. Kościół został zbudowany przez architekta Klemensa Busiri Vici w latach 1935-1940. 1 stycznia 1935 dekretem kard. Francesco Marchetti Selvaggianiego wikariusza generalnego diecezji rzymskiej powstała parafia pw. św. Saturnina. 6 stycznia 1935 kościół został konsekrowany.
29 listopada 1987 do kościoła przeniesiono relikwie św. Saturnina.
Parafia św. Saturnina dwukrotnie gościła papieży – w 1968 Pawła VI i w 1989 Jana Pawła II.

## Architektura i sztuka
W zewnętrznej fasadzie budynku znajduje się nisza, w której zlokalizowane jest wejście otoczone trawertynem i prostokątne okno podzielone na krzyż. Nad niszą umiejscowiony jest herb Piusa XI.
Wnętrze jest bardzo proste. Kościół posiada jedną nawę i cztery boczne kaplice. Za ołtarzem głównym znajduje się duża płaskorzeźba przedstawiająca scenę ścięcia św. Saturnina przez rzymskiego żołnierza z aniołem trzymającym palmę męczeństwa. Za ołtarzem są również organy. Pod ołtarzem można zobaczyć marmurową urnę z relikwiami św. Saturnina.

## Kardynałowie prezbiterzy
Kościół św. Saturnina w Rzymie jest jednym z kościołów tytularnych nadawanych kardynałom-prezbiterom (Titulus Sancti Saturnini). Tytuł ten ustanowił papież Jan Paweł II w dniu 21 października 2003. 
- Rodolfo Quezada Toruño (2003-2012)
- John Onaiyekan (2012-nadal)